# Намальовані люди
Намальовані люди — книга української письменниці Міли Іванцової. У книзі змальовані події Майдану 2013–2014 рр. Художня хроніка видана в 2021 році у видавництві Білка.

## Історія створення
Книгу "Намальовані люди" авторка писала протягом шести років. Події, описані в книзі, поєднують у собі вигаданий сюжет, у якому подекуди з'являються історії реальних людей, які мужньо тримали оборону протягом Революції Гідності.

## Короткий зміст
У романі описані події зими 2013–2014 рр. про небайдужих українців, які постали проти злочинної влади та стали на захист справедливості. Про Майдан та антимайдан, про тих, чиї життя кардинально змінилися, й тих, хто поклав свої життя у цій боротьбі. Про тих, кого взагалі не торкнулося. Про чоловіків і жінок, підлітків та літніх людей, українців і не тільки. Про художників, медиків, підприємців і студентів. Цей роман про людей та почуття. І звісно ж про Київ, такий буремний і водночас буденний, у різних барвах, та все одно прекрасний.

## Цікавинки
- Наклад книжки склав 2000 примірників, 500 з яких були одразу закуплені державним коштом для бібліотек через тендер Українського інституту книги.
- У романі фігурують декілька відомих постатей, як-от художник Лев Скоп та медсестра Марія Матвіїв.[3]
- Перша презентація книги відбулася в Національному музеї Революції Гідності.